# The Seatbelts
The Seatbelts (яп. シートベルツ Си:тобэруцу) — японская блюзовая и джазовая музыкальная группа под руководством композитора и инструменталиста Ёко Канно.
Прежде всего группа известна благодаря созданию многогранной и высоко оценённой музыки к аниме Cowboy Bebop. С целью создания музыки к Cowboy Bebop группа и создавалась. Ёко Канно собирала музыкантов из многих стран. Стиль The Seatbelts очень разнообразен, не поддаётся определённым рамкам и варьируется от джаза и блюза до рока, фолка, кантри, метала, и даже электронной музыки, эмбиента и экспериментальной музыки.

## История
Название группы, следуя вымышленному описанию, которое было дано в их первом альбоме Cowboy Bebop, происходит от того, что выступающие надевали ремни безопасности, чтобы быть в сохранности во время джема.
Группа исполнила все саундтреки в аниме сериале Cowboy Bebop, в общей сложности выпустила семь альбомов и один DVD с выступлением на концерте.
В разгар пандемии COVID-19 в 2020 году, группа выступала виртуально для принятия участия в новых проектах. В коллаборации с Funimation, Sunrise, и композитором Мэнсоном Либерманом, группа перезаписала эндинг Cowboy Bebop, "The Real Folk Blues" для сбора средств на борьбу с COVID-19.
Также группа запустила проект «Session Starducks» на недавно созданном, в апреле 2020 года, YouTube канале. В сотрудничестве с разными музыкантами, а также с первоначальными участниками группы, были записаны новые интерпретации различных композиций, включая музыку из Cowboy Bebop, Ghost in the Shell: Stand Alone Complex и Macross Frontier.
В апреле 2020 года было подтверждено, что Канно вернется к созданию музыки в предстоящей адаптации Cowboy Bebop для Netflix. Позже, в ноябре 2021 было подтверждено, что Seatbelts исполнили музыку для новой адаптации.

## Дискография
- Cowboy Bebop OST 1
- Cowboy Bebop - Vitaminless
- Cowboy Bebop OST 2 - No Disc
- Cowboy Bebop OST 3 - BLUE
- Cowboy Bebop OST4 - Knockin' on Heaven's Door - Cowgirl Ed

Cowgirl Ed — второй мини-альбом, вышедший в  2001 году ограниченным тиражом и предшествующий мини-альбому Cowboy Bebop — Ask DNA и альбому Cowboy Bebop OST - Future Blues. Включает в себя некоторые композиции из аниме-сериала Cowboy Bebop, а также полнометражного анимационного фильма Cowboy Bebop: Knockin' on Heaven’s Door.
- Cowboy Bebop OST4 - Knockin' on Heaven's Door - Ask DNA

Ask DNA — третий мини-альбом (сопровождающий Cowboy Bebop — Future Blues), вышедший в  2001 году. Включает в себя некоторые композиции из полнометражного анимационного фильма Cowboy Bebop: Knockin' on Heaven's Door. В отличие от всех предыдущих саундтреков группы The Seatbelts, этот является более поп-ориентированным.
- Cowboy Bebop OST4 - Knockin' on Heaven's Door - Future Blues

Future Blues — основной саундтрек к полнометражному анимационному фильму Cowboy Bebop: Knockin' on Heaven’s Door, вышедший в 2001 году. Как и в предыдущих работах группы The Seatbelts, в этом альбоме «исследуется» и обыгрывается множество различных музыкальных стилей, в том числе, например, западной и арабской музыки.
- Cowboy Bebop CD-BOX Limited Edition
- Cowboy Bebop Tank! THE BEST!